# Амстердамский метрополитен
Амстердамское метро использует как подземные так и наземные ветки. Сеть располагается как в Амстердаме так и в его пригородах: Амстелвен, Димен, Дёйвендрехт. Сеть принадлежит администрации Амстердама и эксплуатируется компанией Gemeentevervoerbedrijf Amsterdam, помимо метро компания эксплуатирует также автобусы, трамваи и паромы.

## История
Первые планы по строительству метрополитена относятся к ноябрю 1922 года, когда члены городского собрания Амстердама Зигер Гульден и Эмануэль Бокман запросили у губернатора Тера Хаара исследования по возможностии строительство городской подземной железной дороги в городе, в ответ на это муниципальный департамент общественной работы сделал черновик с отчётом с предложениями подземной железной дороги в 1923 и 1929 годах. Это планы были остановлены на стадии проектирования, однако, этот проект использовался до 1950-х годов во время дискуссий о метрополитене.
Послевоенный бум населения и увеличение автомобилизации вернули к обсуждению проект метрополитена в Амстердам. Проект 1922 года был сразу отвергнут из-за своей дороговизны. В 1955 году был опубликован отчёт городского правительства, который столкнулся с транспортными проблемами Амстердама лицом к лицу. Эта комиссия, которая была сформирована под руководством бывшего главы департамента общественных работ Клерксом, была запущена в марте 1956 года и опубликовала свой отчёт в 1960 году.
Мэрия и губернатор Амстердама согласились с тезисами отчёта комиссии Клеркса, что сеть подземных железных дорог будет построена в Амстердаме в ближайшем будущем. В апреле 1963 году было создано Бюро Городской железной дороги, которая проводила исследования технический изысканий агломерационной железной дороги, предлагала сеть маршрутов, прорабатывала предпочитаемые заказы строительства линий, изучала итоговый эффект от строительства линии метро, такие как пассажиропоток и снос зданий.
В 1964 и 1965 году, Бюро Городской железной дороги представило четыре отчёта для муниципального правительства Амстердама, которые стали доступны общественности 30 августа 1966. В марте 1968 года, губернатор и мэрия Амстердама подтвердили предложение муниципальному совету Амстердама согласиться на строительство сети метрополитена, который был поддержан советом 16 мая 1968 года 38 голосами "за" и 3 "против". Должны были быть построены четыре линии, которые соединили бы центр города с окраинами и заменили существующие трамвайные линии.
В 1975 году вспыхнули беспорядки против сноса домов в историческом центре города, полиция применяла водомёты.

## Линии
| Линия | Название        | Цвет      | Цвет | Маршрут                        | Дата открытия | Станции |
| ----- | --------------- | --------- | ---- | ------------------------------ | ------------- | ------- |
| 50    | Ringlijn        | Зелёный   |      | Isolatorweg — Gein             | 1997          |         |
| 51    | Amstelveenlijn  | Оранжевый |      | Isolatorweg — Centraal Station | 1977          |         |
| 52    | Noord/Zuidlijn  | Голубой   |      | Zuid — Noord                   | 2018          |         |
| 53    | Gaasperplaslijn | Красный   |      | Gaasperplas — Centraal Station | 1977          |         |
| 54    | Geinlijn        | Жёлтый    |      | Gein — Centraal Station        | 1977          |         |

В Амстердамском метро действует одна самостоятельная линия 52, на остальных участках действует маршрутная система движения поездов. В настоящее время действуют пять маршрутов. Маршруты 51, 53, 54 начинаются от станции «Centraal Station» и до станции «Spaklerweg» они следуют вместе. После станции «Spaklerweg» отсоединяется маршрут 51, который следует до конечной станции «Isolatorweg». От станции «Van der Madeweg» разъединяются маршруты 53 и 54. Маршрут 53 следует до конечной станции «Gaasperplas», а маршрут 54 до конечной станции «Gein». Станция «Gein» также является конечной станцией маршрута 50. От станции «Gein» до станции «Van der Madeweg» маршруты 50 и 54 следуют вместе. От станции «Oner amstel» до станции «Station Zuid» маршрут 50 следует вместе с маршрутом 51. После станции «Station Zuid» маршрут 50 следует вместе с маршрутом 51 до конечной станции «Isolatorweg». Всего 52 станции: 33 станции метро и 19 станций метротрама.

### Восточная линия
Восточная линия состоит из двух веток 53 и 54, которые соединяют центр города с жилыми районами юго-востока. В 1990 году была открыта линия 51, частично совпадающая с уже построенными. В 1997 году в систему включили линию 50, которая разгрузила центр.

## Оплата проезда
Стоимость проезда в амстердамском метро – € 3.40. Билет, сделанный в виде карты, действителен один час с момента активации в турникете и может использоваться не только в метро, но и в наземном транспорте (трамваях и автобусах). Существуют различные типы абонементов, действительные на: 1 день– € 9.00, 2 дня – € 15.00, 3 дня – € 21.00, 4 дня – € 26.50, 5 дней – € 33.00, 6 дней – € 37.50, 7 дней – € 41.00.